# إريك سيفيرين
إريك سيفيرين (بالسويدية: Erik Severin)‏ هو لاعب كرلنغ سويدي، ولد في 18 يوليو 1879 في ستوكهولم في السويد، وتوفي بنفس المكان في 15 نوفمبر 1942.

## وصلات خارجية
- إريك سيفيرين على موقع الاتحاد الدولي للكرلنغ (الإنجليزية)
- إريك سيفيرين على موقع أوليمبيديا (الإنجليزية)
- إريك سيفيرين على موقع اللجنة الأولمبية السويدية (السويدية)